# Ксенократ
Ксенократ је био грчки филозоф, ученик Платонов (406—314. п. н. е.). Покушао да измири доктрине свога учитеља са Питагориним.